# تله‌زرگه
تله‌زرگه، روستایی از توابع بخش الوار گرمسیری شهرستان اندیمشک در استان خوزستان ایران است.این روستا متعلق به طایفه یعقوبوند از ایل دیرکوند میباشد.

## جمعیت
این روستا در دهستان مازو قرار دارد و براساس سرشماری مرکز آمار ایران در سال ۱۳۹۵، جمعیت آن ۲۶۰ نفر (۶۸ خانوار) بوده‌است.